# Mervelier
Mervelier est une commune suisse du canton du Jura.

## Géographie

### Localisation
Le village est situé dans la partie orientale du val Terbi, le long de la Scheulte (affluent droit de la Birse), au pied du col du même nom, sur la route Delémont-Balsthal, à 12 km à l'est-sud-est de la gare de Delémont,.
Le territoire de Mervelier s'étend sur 9,77 km2. Lors du relevé de 2013-2018, les surfaces d'habitations et d'infrastructures représentaient 4,0 % de sa superficie, les surfaces agricoles 43,5 %, les surfaces boisées 52,3 % et les surfaces improductives 0,4 %.

### Communes limitrophes
Les communes limitrophes sont  Beinwil, La Scheulte et Val Terbi.

## Toponymie
Le nom de la commune se compose d’un nom de personne masculin germanique, qui pourrait être Modheri, et du nom commun roman villāre, qui désigne un domaine, un groupe de fermes ou un hameau.
Sa première occurrence écrite date d'environ 1184, sous la forme de Morswilre.
La commune a plusieurs anciens noms allemands : Morswiler, Morswiller, Morschwil et Morschbel.

## Population et société

### Surnom
Les habitants de la commune sont surnommés les Gravalons.

### Démographie

#### Évolution de la population
Mervelier compte 522 habitants au 31 décembre 2022 pour une densité de population de 53 hab/km2. Sur la période 2010-2019, sa population a diminué de −5,1 % (canton : 5,1 % ; Suisse : 9,4 %).  

#### Pyramide des âges
En 2020, le taux de personnes de moins de 30 ans s'élève à 30,2 %, au-dessous de la valeur cantonale (33 %). Le taux de personnes de plus de 60 ans est quant à lui de 31,3 %, alors qu'il est de 28,1 % au niveau cantonal.
La même année, la commune compte 260 hommes pour 268 femmes, soit un taux de 49,2 % d'hommes, inférieur à celui du canton (49,5 %).
| Hommes | Classe d’âge | Femmes |
| ------ | ------------ | ------ |
| 0,8    | 90 ans ou +  | 2,2    |
| 7,3    | 75 à 89 ans  | 9,7    |
| 23,5   | 60 à 74 ans  | 19,0   |
| 15,8   | 45 à 59 ans  | 23,1   |
| 20,8   | 30 à 44 ans  | 17,5   |
| 11,5   | 15 à 29 ans  | 11,6   |
| 20,4   | - de 14 ans  | 16,8   |

| Hommes | Classe d’âge | Femmes |
| ------ | ------------ | ------ |
| 0,7    | 90 ans ou +  | 1,7    |
| 7,8    | 75 à 89 ans  | 10,1   |
| 17,7   | 60 à 74 ans  | 18,1   |
| 21,1   | 45 à 59 ans  | 21,4   |
| 18,1   | 30 à 44 ans  | 17,3   |
| 18,9   | 15 à 29 ans  | 16,9   |
| 15,7   | - de 14 ans  | 14,5   |

## Histoire

Photo aérienne (1955)

La première mention officielle de Mervelier date de 1184. La première mention de Mervelier en tant que commune et village date du 6 juin 1343. En 1815, le Congrès de Vienne attribue les terres jurassiennes de l'évêché de Bâle au canton de Berne, au district de Moutier. Durant les famines régulières survenues au cours du XIXe siècle, une partie de la population migre vers le Nouveau Monde, encouragée par des subventions communales. Le 1er janvier 1979, Mervelier et le canton du Jura se séparent officiellement du canton de Berne, au terme d'un long processus de création de canton, la commune a rejoint le district de Delémont pour cela. En date du 5 février 2012, le peuple de Mervelier refuse par les urnes de se joindre au mouvement de fusion des communes du Val Terbi, et préfère le statu quo.
Parmi les familles bourgeoises on trouve les Kottelat, Marquis, Mouttet, Sautebin, etc.